# China Yunnan Airlines
China Yunnan Airlines (en chino tradicional, 中國雲南航空公司; en chino simplificado, 中国云南航空公司; pinyin: Yúnnán Hángkōng Gōngsī) fue una aerolínea con sede en Kunming, provincia de Yunnan, China. Su sede se encontraban en el aeropuerto de Kunming Wujiaba.

## Historia
Fundada en 1992, la aerolínea tenía su base en el Aeropuerto Internacional de Kunming Wujiaba en la provincia de Yunnan. Operaba una flota de aeronaves Bombardier CRJ-200, Boeing 737-300 Y Boeing 767-300 antes de la fusión con China Eastern Airlines. China Yunnan Airlines operó principalmente vuelos nacionales desde Kunming a las principales ciudades chinas, también prestó servicios internacionales a Hong Kong, Singapur, Tailandia y Laos.
En 2003, China Yunnan Airlines y China Northwest Airlines se fusionaron con China Eastern Airlines. Todos los aviones fueron transferidos a China Eastern Airlines y pintados con los colores de la casa matriz.